# Milton (brazylijski piłkarz)
Milton, właśc. Milton Luiz de Souza Filho (ur. 11 listopada 1961 w Rio de Janeiro) – piłkarz brazylijski, występujący podczas kariery na pozycji defensywnego pomocnika.

## Kariera klubowa
Karierę piłkarską Milton rozpoczął w klubie Serrano FC w 1983. W latach 1984–1987 występował w Nacionalu Manaus. Z Nacionalem dwukrotnie zdobył mistrzostwo stanu Amazonas – Campeonato Amazonense w 1985 i 1986. W 1987 krótko występował w klubie Apucarana AC, po czym przeszedł do Coritiby. W Coritibie lidze brazylijskiej zadebiutował 13 września 1987 w przegranym 0-1 meczu z Grêmio Porto Alegre. Ostatni mecz w lidze brazylijskiej Milton rozegrał 21 listopada 1987 w wygranym 2-1 meczu z Fluminense FC. W lidze brazylijskiej rozegrał 15 meczów i strzelił 2 bramki.
W 1989 wyjechał do Włoch do Como Calcio, z którym spadł z Serie A w 1989. W 1990 wyjechał do Szwajcarii. W latach 1990–1998 występował kolejno w FC Chiasso, FC Zürich, FC Sankt Gallen i dwukrotnie w FC Sion. Z FC Sion zdobył mistrzostwo Szwajcarii w 1997 oraz dwukrotnie Puchar Szwajcarii w 1995 i 1997.

## Kariera reprezentacyjna
W reprezentacji Brazylii Milton zadebiutował 9 grudnia 1987 w wygranym 2-1 towarzyskim meczu z reprezentacją Chilw. Ostatni raz w reprezentacji wystąpił 4 sierpnia 1988 w wygranym 2-0 towarzyskim meczu z reprezentacją Austrii. W 1988 roku Milton uczestniczył w Igrzyskach Olimpijskich w Seulu, na którym Brazylia ponownie zdobyła srebrny medal. Na turnieju Milton wystąpił we wszystkich sześciu meczach z Nigerią, Australią, Jugosławią, Argentyną, RFN i ZSRR.